# Agua Zarca, Ahuacuotzingo
Agua Zarca är en ort i Mexiko.   Den ligger i kommunen Ahuacuotzingo och delstaten Guerrero, i den sydöstra delen av landet, 190 km söder om huvudstaden Mexico City. Agua Zarca ligger 1 075 meter över havet och antalet invånare är 437.
Terrängen runt Agua Zarca är kuperad åt nordost, men åt sydväst är den bergig. Agua Zarca ligger nere i en dal. Runt Agua Zarca är det glesbefolkat, med 20 invånare per kvadratkilometer. Närmaste större samhälle är Zitlala, 19,7 km väster om Agua Zarca. I omgivningarna runt Agua Zarca växer huvudsakligen savannskog.